# サウナを愛でたい
『サウナを愛でたい』（サウナをめでたい）はBS朝日で月2回、土曜日16:30 - 16:56に放送される、サウナの番組。2020年3月31日放送開始。

## 概要
日本全国のサウナを巡り、その個性や魅力を紹介する番組。初心者から熟練者まで楽しめるようにサウナの魅力を伝えることを趣旨としており、サウナには湿式と乾式があることや、蒸気を発生させるロウリュなど、基礎知識を交えながら、通の視点で施設のこだわりを紹介する。単なる施設巡りのみならず、その施設の従業員や利用者の触れ合いにより、各施設の個性を紹介することも、特徴の一つとされる。
番組のプロデューサーである柳橋弘紀は、かつてサウナ愛好家の知人からサウナ入浴法を教わり、それを試したところ、非常に良い感覚を覚えられたことから、その感動を伝えたいとの思いでこの番組を企画し、採用に至った。特別番組として2本の放映後、Twitterなどで「もっと見たい」と評判を呼んだことで、レギュラー番組としての放送が決定した。
出演者選びやスタッフ集めなども柳橋弘紀により、主にサウナ愛好家の伝手を頼って、制作チームが結成された。出演者は、芸能界きってのサウナ好きの音楽家であるヒャダインと、サウナの恍惚感を広めた「プロサウナー」とされる濡れ頭巾ちゃんの2人であり、ナレーターを務める壇蜜もまた、サウナ好きのタレントである。また番組タイトルのロゴも、ドラマ化もされて話題になった漫画『サ道』の作者であるタナカカツキがデザインした。
2020年10月には、フリーペーパーの『月刊サウナ・温泉ブランチ』により、業界展開に寄与した施設、団体、企画へ贈られる「日本サウナ大賞」を受賞した。11月には、サウナー（サウナマニア）専門ブランドのTTNEがサウナ啓蒙活動への貢献者を表彰する「Saunner of the Year 2020」を受賞した。2020年に12月にはDVD-BOXが発売された。
本来なら後続（月曜 23:00 - 23:30）で放送しているはずだった音楽番組『歌っていいだろう』が、司会の加山雄三（歌手・俳優）が病気療養中に放送が一時休止となり、加山の活動復帰後も番組が再開しないことから、穴埋めとして本番組が再放送されていた。このため本放送・再放送の2本立て編成となっていた。
壇蜜の体調不良による休養で、2023年4月17日放送分からは同じくサウナ好きのタレントである清水みさとがナレーションを担当していた。壇蜜は2023年7月17日放送分から復帰し、引き継ぎで清水と共演したが、その後も体調不良のため、清水がナレーションを務めることが多くなっている。

## 出演者
- ヒャダイン[4]
- 濡れ頭巾ちゃん[4]
- 壇蜜（ナレーション）[4]
- 清水みさと（ナレーション）

## 放送時間
| 期間        | 期間        | 放送時間                 |
| ----------- | ----------- | ------------------------ |
| 2020.3.31   | 2020.12.22  | 火曜 22:00 - 22:54       |
| 2021.1.5    | 2021.3.23   | 火曜 22:00 - 22:30       |
| 2021.4.5    | 2025.3.17   | 月曜 22:30 - 22:54       |
| 2025.4.12 ~ | 2025.4.12 ~ | 月2回 土曜 16:30 - 16:56 |

## BS5局との連動
2021年3月20日（土/春分の日）に14:30 - 16:00放送の民放BS5局リレー特番第2弾『バナナマンのBSはササルTV ズブズブスペシャル!』を放送。
5番手テーマは「DEEP」。
総合MC
- バナナマン（設楽統・日村勇紀） - YOUは何しに日本へ? Classic、バナナマンのせっかくグルメ!!傑作選

アシスタント
- 宇内梨沙（TBSアナウンサー）

他局ゲスト
- 山田五郎 - ぶらぶら美術・博物館
- サンシャイン池崎 - ねこ自慢
- アンガールズ（山根良顕・田中卓志） - 突撃!隣のスゴイ家
- 岡田圭右（ますだおかだ） - クイズ!脳ベルSHOW